# Tournoi de qualification olympique de curling pour les Jeux olympiques de 2014
Le Tournoi de qualification olympique de curling pour les Jeux olympiques de 2014 a lieu à la BLZ Arena de Füssen, en Allemagne, du 10 au 15 décembre 2013.
Il a pour objectif d'attribuer les 2 dernières places pour chacun des deux tournois (masculin et féminin) de Curling aux Jeux Olympiques de Soshi.

## Format de la compétition
Des 10 places disponibles dans chacun des deux tournois, une est déjà attribuée à la Russie (pays hôte) et 7 en fonction des résultats aux Championnats du monde de curling 2012 et 2013. Il reste donc 2 places à attribuer.
Il s'agit de deux tournois toutes rondes. À la fin de cette phase, la première et la seconde équipe disputent un match de barrage, et le vainqueur est qualifié. Le vaincu dispute un second match de barrage contre la troisième équipe, lz vainqueur est qualifié.
Il y a 8 équipes masculines, chacune dispute donc 7 à 9 matchs. Il y a 7 équipes féminines, chacune dispute donc 6 à 8 matchs.

## Tournois masculin

### Équipes
| République tchèque                                                                                                  | Finlande                                                                                                | France | Allemagne |
| --- | --- | --- | --- |
| Skip: Jiří Snítil Third: Martin Snítil Second: Jindřich Kitzberger Lead: Marek Vydra Alternate: Jakub Bareš         | Skip: Aku Kauste Third: Jani Sullanmaa Second: Pauli Jäämies Lead: Janne Pitko Alternate: Leo Mäkelä    | Fourth: Tony Angiboust Skip: Thomas Dufour Second: Wilfrid Coulot Lead: Jérémy Frarier Alternate: Romain Borini | Fourth: Felix Schulze Skip: John Jahr Second: Christopher Bartsch Lead: Sven Goldemann Alternate: Peter Rickmers |
| Japon | Nouvelle-Zélande                                                                                        | Corée du Sud | États-Unis |
| Skip: Yusuke Morozumi Third: Tsuyoshi Yamaguchi Second: Tetsuro Shimizu Lead: Kosuke Morozumi Alternate: Shinya Abe | Skip: Peter de Boer Third: Sean Becker Second: Scott Becker Lead: Kenny Thomson Alternate: Phil Dowling | Skip: Kim Soo-hyuk Third: Kim Tae-hwan Second: Park Jong-duk Lead: Nam Yoon-ho Alternate: Lee Ye-jun            | Skip: John Shuster Third: Jeff Isaacson Second: Jared Zezel Lead: John Landsteiner Alternate: Craig Brown        |

### Classement en fin de première phase
| Légende | Légende              |
| ------- | -------------------- |
|         | Équipes en barrage   |
|         | Équipes à départager |

| Pays             | Skip            | V | D |
| ---------------- | --------------- | - | - |
| Allemagne        | John Jahr       | 5 | 2 |
| Tchéquie         | Jiří Snítil     | 5 | 2 |
| États-Unis       | John Shuster    | 5 | 2 |
| Corée du Sud     | Kim Soo-hyuk    | 5 | 2 |
| Nouvelle-Zélande | Peter de Boer   | 3 | 4 |
| France           | Thomas Dufour   | 2 | 5 |
| Finlande         | Aku Kauste      | 2 | 5 |
| Japon            | Yusuke Morozumi | 1 | 6 |

### Match pré-barrage
L'équipe américaine et l'équipe coréenne doivent être départagées avant les barrages, le samedi 14 décembre, 16h00.
| Équipes              | 1 | 2 | 3 | 4 | 5 | 6 | 7 | 8 | 9 | 10 | Total |
| -------------------- | - | - | - | - | - | - | - | - | - | -- | ----- |
| États-Unis (Shuster) | 2 | 0 | 1 | 1 | 0 | 1 | 0 | 1 | 0 | 1  | 7     |
| Corée du Sud (Kim)   | 0 | 2 | 0 | 0 | 1 | 0 | 1 | 0 | 1 | 0  | 5     |

### Barrages
|  | Seconde qualification | Seconde qualification | Seconde qualification |  |  | Première qualification | Première qualification | Première qualification |
|  |                       |                       |                       |  |  |                        |                        |                        |
|  |                       |                       |                       |  |  | 1                      | Allemagne              | 7                      |
|  | 2                     | Tchéquie              | 5                     |  |  | 2                      | Tchéquie               | 4                      |
|  | 3                     | États-Unis            | 8                     |  |  |                        |                        |                        |

Samedi 14 décembre, 20h00 :
| Équipes           | 1 | 2 | 3 | 4 | 5 | 6 | 7 | 8 | 9 | 10 | 11 | Total |
| ----------------- | - | - | - | - | - | - | - | - | - | -- | -- | ----- |
| Allemagne (Jahr)  | 0 | 1 | 0 | 0 | 3 | 0 | 0 | 0 | 0 | 0  | 3  | 7     |
| Tchéquie (Snítil) | 0 | 0 | 0 | 1 | 0 | 1 | 0 | 0 | 1 | 1  | 0  | 4     |

Dimanche 15 décembre, 12h30 :
| Équipes              | 1 | 2 | 3 | 4 | 5 | 6 | 7 | 8 | 9 | 10 | Total |
| -------------------- | - | - | - | - | - | - | - | - | - | -- | ----- |
| Tchéquie (Snítil)    | 0 | 0 | 2 | 0 | 0 | 0 | 1 | 0 | 2 | 0  | 5     |
| États-Unis (Shuster) | 0 | 1 | 0 | 0 | 1 | 0 | 0 | 5 | 0 | 1  | 8     |

## Tournois féminin

### Équipes
| Chine | République tchèque | Allemagne | Japon |
| --- | --- | --- | --- |
| Skip: Wang Bingyu Third: Liu Yin Second: Yue Qingshuang Lead: Zhou Yan Alternate: Jiang Yilun                    | Skip: Anna Kubešková Third: Tereza Plíšková Second: Klára Svatoňová Lead: Veronika Herdová Alternate: Martina Strnadová | Skip: Andrea Schöpp Third: Imogen Oona Lehmann Second: Corinna Scholz Lead: Stella Heiß Alternate: Nicole Muskatewitz | Skip: Ayumi Ogasawara Third: Yumie Funayama Second: Kaho Onodera Lead: Michiko Tomabechi Alternate: Chinami Yoshida |
| Italie | Lettonie | Norvège | |
| Skip: Veroncia Zappone Third: Sara Levetti Second: Elisa Patono Lead: Arianna Losano Alternate: Martina Bronsino | Skip: Iveta Staša-Šaršūne Third: Ieva Krusta Second: Zanda Bikše Lead: Dace Munča Alternate: Una Ģērmane                | Skip: Marianne Rørvik Third: Anneline Skårsmoen Second: Camilla Holth Lead: Julie Kjær Molnar Alternate: Pia Trulsen  | |

### Classement en fin de première phase
| Key | Key                  |
| --- | -------------------- |
|     | Équipes en barrage   |
|     | Équipes à départager |

| Country   | Skip                | V | D |
| --------- | ------------------- | - | - |
| Chine     | Wang Bingyu         | 6 | 0 |
| Japon     | Ayumi Ogasawara     | 5 | 1 |
| Norvège   | Marianne Rørvik     | 3 | 3 |
| Allemagne | Andrea Schöpp       | 3 | 3 |
| Tchéquie  | Anna Kubešková      | 2 | 4 |
| Lettonie  | Iveta Staša-Šaršūne | 2 | 4 |
| Italie    | Veroncia Zappone    | 0 | 6 |

### Match pré-barrage
L'équipe norvégienne et l'équipe allemande doivent être départagées avant les barrages, le samedi 14 décembre, 16h00.
| Équipes            | 1 | 2 | 3 | 4 | 5 | 6 | 7 | 8 | 9 | 10 | Total |
| ------------------ | - | - | - | - | - | - | - | - | - | -- | ----- |
| Norvège (Rørvik)   | 1 | 0 | 0 | 0 | 1 | 0 | 1 | 1 | 0 | 1  | 5     |
| Allemagne (Schöpp) | 0 | 2 | 1 | 0 | 0 | 1 | 0 | 0 | 0 | 0  | 4     |

### Barrages
|  | Seconde qualification | Seconde qualification | Seconde qualification |  |  | Première qualification | Première qualification | Première qualification |
|  |                       |                       |                       |  |  |                        |                        |                        |
|  |                       |                       |                       |  |  | 1                      | Chine                  | 7                      |
|  | 2                     | Japon                 | 10                    |  |  | 2                      | Japon                  | 6                      |
|  | 3                     | Norvège               | 4                     |  |  |                        |                        |                        |

Dimanche 15 décembre, 8h30 :
| Équipes           | 1 | 2 | 3 | 4 | 5 | 6 | 7 | 8 | 9 | 10 | Total |
| ----------------- | - | - | - | - | - | - | - | - | - | -- | ----- |
| Chine (Wang)      | 1 | 0 | 0 | 2 | 0 | 3 | 0 | 1 | 0 | 0  | 7     |
| Japon (Ogasawara) | 0 | 0 | 1 | 0 | 1 | 0 | 2 | 0 | 1 | 1  | 6     |

Dimanche 15 décembre, 16h30 :
| Équipes           | 1 | 2 | 3 | 4 | 5 | 6 | 7 | 8 | 9 | 10 | Total |
| ----------------- | - | - | - | - | - | - | - | - | - | -- | ----- |
| Japon (Ogasawara) | 1 | 0 | 0 | 1 | 1 | 0 | 0 | 6 | 1 | X  | 10    |
| Norvège (Rørvik)  | 0 | 2 | 1 | 0 | 0 | 0 | 1 | 0 | 0 | X  | 4     |